# Autoroute A-78 (Espagne)
Pour les articles homonymes, voir A78.
L'autoroute A-78 est une voie rapide espagnole qui relie les villes d'Elche et Crevillente.
D'une longueur de 6 km environ, elle relie la EL-20 (Rocade d'Elche) à la N-325 en doublant la N-340.
Elle permet de décharger l'A-7 entre les 2 villes en donnant un itinéraire parallèle.
C'est une voie express avec échangeurs sous forme de giratoires.

## Tracé
- Elle se détache de la EL-11/CV-84 à l'ouest d'Elche pour croiser ensuite l'A-7 avant d'arriver à Crevillente.

## Sorties
| Numéro de la sortie | Nom de la sortie                                      | Bifurcation |
| ------------------- | ----------------------------------------------------- | ----------- |
|                     | Elche Ouest - Elche-Avenida de la Libertat            |             |
|                     | Novelda - Elche Nord Alicante - Alcoy A-7             | CV-84       |
|                     | Centre Commercial Carrefour Elche                     |             |
|                     | Murcie - Almeria - Lorca Carthagène - Torrevieja AP-7 | A-7         |
|                     | Zone industrielle La Garrofera                        |             |
|                     | Aspe - Novelda Albacete A-31                          | N-325       |
|                     | Crevillente                                           |             |

### Référence
- Nomenclature